# القحاف (تعز)
القحاف هي إحدى قرى الجمهورية اليمنية. وهي تتبع جغرافيًا لمحافظة تعز. وإداريًا لمديرية شرعب الرونة. يبلغ تعداد سكانها 2532 نسمة حسب الإحصاء الذي جرى عام 2004.